# Alive at the F*cker Club
Alive at the F*cker Club è un album dal vivo dei Melvins, pubblicato nel 1998 dalla Amphetamine Reptile Records. La registrazione è stata effettuata il 23 agosto del 1997 al Corner Hotel di Richmond, sobborgo di Melbourne, Australia. La serata è la seconda di tre nella quale i Melvins facevano da band di supporto per i Cosmic Psychos.

## Formazione
- Buzz Osborne - voce, chitarra
- Mark Deutrom - basso
- Dale Crover - batteria, cori

## Tracce
1. Boris (Osborne) – 6:06
2. It's Shoved (Osborne) – 2:54
3. Bar-X-The Rocking M (Crover/Deutrom/Osborne) – 1:58
4. Antitoxidote (Osborne) – 2:06
5. The Bloat (Osborne) – 3:28
6. Lizzy (Melvins) – 3:13
7. Mombius Hibachi (Melvins) – 1:56